# Franz Rosche
Franz Rosche (24. dubna 1885 Rožany – 10. července 1944 tamtéž) byl český řezbář německé národnosti. Věnoval se především tvorbě betlémových figur, krucifixů a soch určených pro kostely a kaple.

## Život
Franz Rosche se narodil 24. dubna 1885 v Rožanech čp. 102. Betlémářství bylo v rodině Roscheových tradicí, dřevěné figury zhotovoval jeho otec a později také mladší bratr Wenzel Rosche (1894–1936). Franz Rosche se vyučil kameníkem a v oboru pracoval až do vypuknutí první světové války v roce 1914, kdy dostal povolávací rozkaz. Hned následujícího roku jej však těžce zranila střela do nadloktí. Po uzdravení se věnoval práci s modelářskou hlínou v invalidní škole v Liberci a díky dobrým výsledkům získal tamtéž práci v ortopedické dílně. Do rodných Rožan se vrátil roku 1917 a v místní brusírně kamenů pracoval jako topič a posléze jako noční hlídač. Roku 1918 vyřezal pět desítek figur pro vlastní betlém a v následujícím roce, kdy byl nezaměstnaný, začal vyřezávat figury na prodej. Mezi roky 1920 a 1923 pracoval v letních měsících jako kameník a v zimním období vyřezával dřevěné figury. Od roku 1924 se věnoval řezbářství naplno, a to až do své smrti. Svá díla dodával hlavně do severních Čech a saského pohraničí, ale nezřídka také na Moravu, do Slezska či Fojtska.
Franz Rosche zemřel svobodný a bezdětný 10. července 1944, pohřben byl na městském hřbitově ve Šluknově. Jeho hrob prošel v roce 2005 rekonstrukcí.

## Dílo
V době své vrcholné tvorby patřil Franz Rosche k nejlevnějším, zároveň však k nejkvalitnějším řezbářům Šluknovského výběžku. Jako předloha mu sloužila díla starších betlémářů regionu. Od poloviny 20. let 20. století vyrobil ročně na dvě stovky figur, přičemž vyřezání jedné mu trvalo 10–15 hodin. V době druhé světové války prodával jednu figuru za 3–4 říšské marky.
Dílo Franze Roscheho (výběr)
- domácí betlém rodiny Weickertových
- klášterní betlém v Lipové
- klášterní betlém v Litoměřicích
- kostelní betlém v kostele svatého Mikuláše v Mikulášovicích
- kostelní betlém v kostele svatého Michaela archanděla v Dolní Poustevně
- kostelní betlém v kostele svatého Václava ve Fukově
- kostelní betlém v kostele svatého Mikuláše v Suchdole nad Lužnicí
- socha anděla s dítětem v kapli svatého Jana Křtitele v Rožanech
- socha svaté Alžběty Durynské v kapli svaté Alžběty Durynské v Dolních Křečanech